# Diamante Medaglia Faini
Diamante Medaglia Faini   (Mura, 28 d'agost de 1724 - Salò, 13 de juny de 1770) va ser una poeta italiana. Fou membre de l'Accademia degli Agiati (1751), l'Accademia degli Orditi de Pàdua, amb el nom de Nisea Corcirense, i de l'Accademia dell'Arcadia de Roma (1757). Era coneguda pels seus poemes d'amor. També componia sonets i madrigals.
Era filla del metge Antonio Medaglia. El seu oncle, Antonio Medaglia, que era un sacerdot, la va acollir quan el pare se'n va anar a Catroiato, per raons professionals. Amb mossèn Antoni va començar estudiar llatí, religió, història i literatura.
El seu pare, com que no li agradava gaire la producció literària de la seva filla, li va organitzar el matrimoni amb el jove metge Pietro Antonio Faini, amb qui es va casar el 1748. La parella no va tenir fills. Va abandonar aleshores la temàtica amorosa i intima als seus poemes. Es va limitar a poemes de circumstància per a les festes i altres actes de celebritats locals. Tot i que d'un estil madur i curat, no li agradava gaire aquestes obres força convencionals i estereotípiques.
El 1764 va acomiadar-se de la poesia en un sonet agrit «Protesta di non voler più componere in Poesìa, ma che vuol attendere con Euclide a studj più serj» (Queixa de qui ja no vol compondre poesia, mes que vol estudiar amb Euclides coses més serioses): «Jo que fins ara he fet a la demanda d'altri sonets, estrofes i madrigals, per a metges, per a nous casats, per a advocats, per a monges i sacerdots. Dic prou, ja no em vull trencar el cap sense benefici ni llençar el temps a tals coses; vull moure les ales, un desig superior s'ha despertat en mi.»
Va tornar a la reflexió filosòfica i a l'estudi de la ciència. Va estudiar entre d'altres amb Domenico Bonnetti a Volciano, al qual, en bescanvi, va donar classes de francès, llengua que dominava perfectament. Amb el matemàtic Giovambattista Soardi, el 1765, va estudiar els Elements d'Euclides. Però el canvi ja havia començat des d'uns cinc anys abans d'aquesta ruptura total: va descobrir el seu interès per la filosofia natural, especialment les matemàtiques, l'astronomia i la física, que van esdevenir la seva nova passió.
Obertament admiradora de Cristina Roccati (1732-1797), va ser també una gran lluitadora pel dret de les dones a l'educació; tema en el qual va dissentir públicament de divulgadors com Francesco Algarotti. Al seu llibre Newtonismo per le dame («Newtonianisme per a les dames»), aquest autor explicava que hi ha conceptes adequats i no adequats per a les dones. Considerava que les matemàtiques no convenien per a la ment femenina. Per rebatre tots aquests prejudicis, ella va escriure i va publicar una dissertació sobre la importància de l'estudi de les matemàtiques per les dones.
Va morir mentre cursava estudis de filosofia, història, francès i ciències.